# Episodi di Fedeltà

## Episodio 1
Una veduta di Milano. Vediamo le scale di un vecchio edificio e un agente immobiliare che spiega a una coppia che non c'è l'ascensore e 99 gradini per l'appartamento che sta mostrando, "ma ne vale la pena, perché ve ne innamorerete". Margherita Verna (Lucrezia Guidone) sta mostrando l'appartamento a una coppia che sembra odiare tutto ciò che ama del posto, incluso il grande soggiorno, le grandi finestre soleggiate e le rifiniture dettagliate ovunque. Entra un altro cliente, Carlo Pentecoste (Michele Riondino); Margherita afferma di aver sovrapposto gli appuntamenti. Ma dopo che la coppia se ne va, i due fanno sesso in camera da letto. Si scopre che Carlo e Margherita sono sposati.
Convivono in un monolocale da cinque anni e sono molto innamorati. Inoltre entrambi adorano quell'appartamento che Margherita sta mostrando ai clienti, ma entrambi sanno di non poterselo permettere. Carlo è autore e professore di scrittura presso l'università locale. Nella sua classe ha una studentessa di talento, Sofia Casadei (Carolina Sala), che secondo lui non è diventata abbastanza personale nella sua scrittura per sbloccare il suo potenziale. Dice che la incontrerà per aiutarla nel compito in classe di scrivere di una giornata che ha avuto un grande impatto sulla sua vita. Nel frattempo Margherita, ossessionata dall'appartamento, trova un nuovo e affascinante fisioterapista che le dice che il suo dolore cronico potrebbe essere dovuto meno a un vecchio infortunio che alla tensione che sta trattenendo.
Margherita ha incontrato Carlo mentre stava lavorando al suo primo romanzo, e la sua influenza lo ha aiutato a finirlo. È nel bel mezzo del suo secondo romanzo, ma l'ispirazione gli è mancata. A una cena di compleanno per la madre di Carlo, il padre molto critico offre dei soldi per aiutarli a ottenere l'appartamento, cosa che irrita Carlo a non finire. A una cena con il suo editore e alcuni amici, promette di finirlo, ma è sempre Margherita a vedere per prima il manoscritto; questo è il momento in cui decide che secondo lui dovrebbero acquistare l'appartamento utilizzando i potenziali guadagni del nuovo romanzo, anche se non è ancora finito. Ma il suo lavoro con Sofia sta attingendo ad alcuni profondi pozzi emotivi sia per lui che per il suo studente. Infrange persino la sua stessa regola e le dà da leggere il manoscritto incompiuto per aiutarla ad aprirsi al suo esercizio di scrittura. Ma quando gli studenti iniziano l'esercizio in classe, Sofia si sente sopraffatta e se ne va. Carlo la segue e, nel suo sforzo di confortarla, le cose possono o meno essere andate troppo oltre.

## Episodio 2
Margherita non riesce a credere alla versione di Carlo a proposito di quanto successo con Sofia in bagno.

## Episodio 3
Sofia è sopraffatta e decide di andarsene da Milano. Tra Carlo e Margherita aumenta la tensione e i lori litigi raggiungono un punto di svolta.

## Episodio 4
Carlo e Margherita continuano ad avere segreti tra loro, mentre le loro menzogne degenerano. Sofia partecipa con altri studenti a un evento all'università

## Episodio 5
Margherita decide di seguire l'istinto, proprio come Carlo. I loro desideri personali rischiano di portarli su strade diverse.

## Episodio 6
Carlo e Margherita hanno raggiunto il successo professionale nelle rispettive nuove occupazioni. Un incontro casuale li spinge però a farsi delle domande sul futuro.